# Vombisidris australis
Vombisidris australis é uma espécie de formiga do gênero Vombisidris, pertencente à subfamília Myrmicinae.